# NGC 4214
NGC 4214 је галаксија у сазвежђу Ловачки пси која се налази на NGC листи објеката дубоког неба.
Деклинација објекта је + 36° 19' 39" а ректасцензија 12h 15m 38,8s. Привидна величина (магнитуда) објекта NGC 4214 износи 9,6 а фотографска магнитуда 10,2. Налази се на удаљености од 3,308 милиона парсека од Сунца. NGC 4214 је још познат и под ознакама NGC 4228, UGC 7278, MCG 6-27-42, CGCG 187-32, KUG 1213+366, IRAS 12131+3636, PGC 39225.